# Kupfertrogon

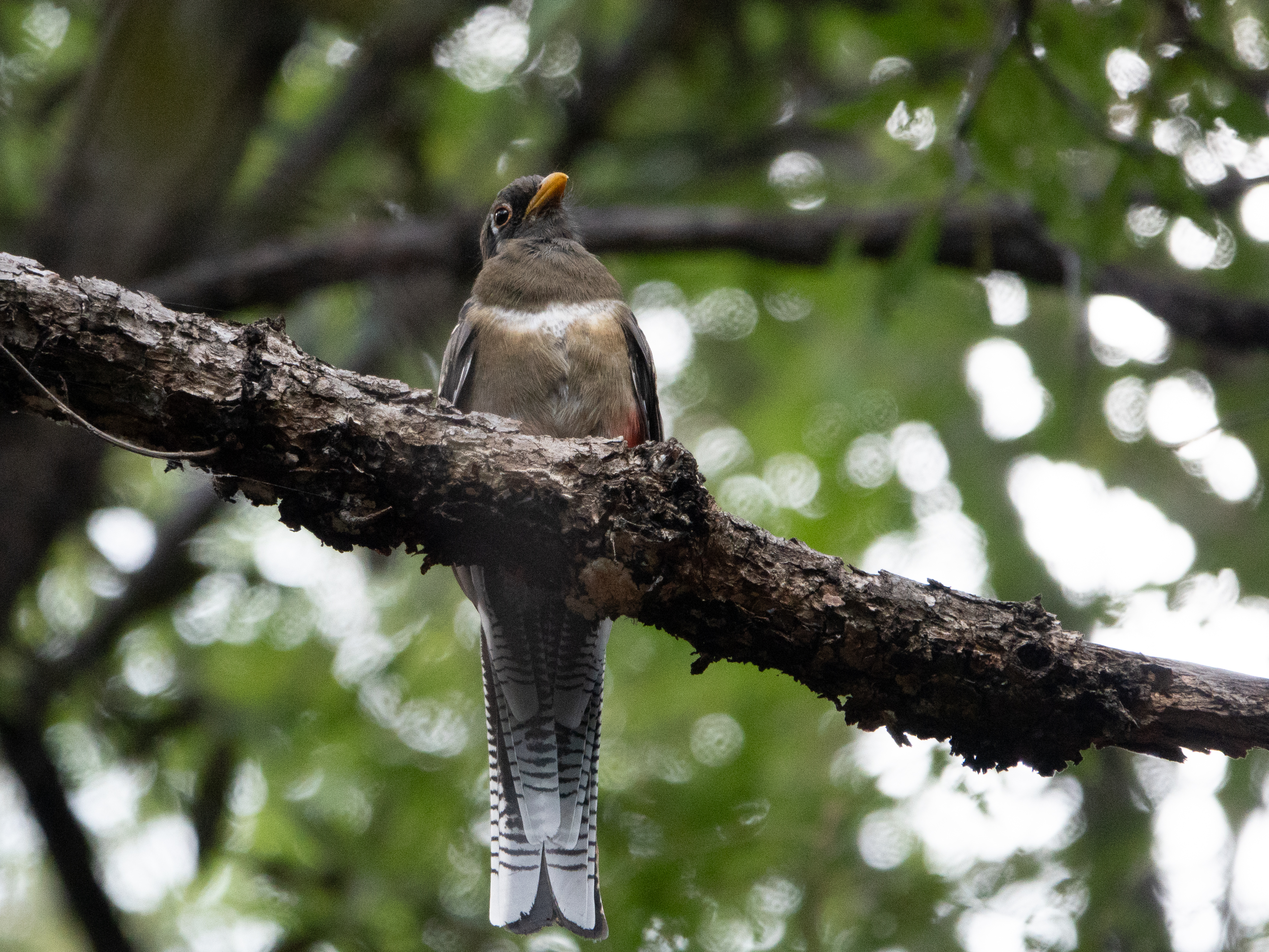
Kupfertrogon, Weibchen

Verbreitungsgebiet des Kupfertrogones

Der Kupfertrogon (Trogon elegans), Syn. Trogon ambiguus, ist eine Vogelart aus der Familie der Trogone (Trogonidae).
Der Vogel kommt in Zentralamerika vor.
Der Lebensraum umfasst eine breite Vielzahl an Habitaten von tropischen Tiefland, bewaldete Überschwemmungsgebiete, hochgelegene Auenwälder bis trockenen Buschlandschaften, Wäldern und Nadelwäldern im Hochland bis 2400 m Höhe in Mexiko, in Arizona meist zwischen 1500 und 2100 m.
Der Artzusatz kommt von lateinisch elegans ‚elegant, fein‘.

## Merkmale
Die Art ist mit 29 cm und 68 g ein mittelgroßer Trogon in leuchtenden, Papageien-artigen Farben mit metallischem Schillern auf Rücken und Schwanz. Sie sitzt gern aufrecht mit nahezu senkrecht herabhängendem langem schmalem Schwanz. Das Männchen hat schwarzes Gesicht und schwarze Kehle. Brust und Oberseite schillern grün, ein weißes Band trennt die Brust von der roten Unterseite, auch die Unterschwanzdecken sind rot. Der Flügelspiegel ist gräulich, die Handschwingen haben lange weißliche Außenfahnen, der rechteckige Schwanz zeigt kupfergrünen Schimmer auf den mittleren Steuerfedern mit schwarzen Spitzen. Die Schwanzunterseite ist weiß, fein schwarz geschuppt oder gebändert.
Das Weibchen ist gräulichbraun ohne schwarz oder grün, hinter dem Auge sieht man einen kräftigen weißen Strich sowie einen weißen Fleck vor dem Auge. Die Unterseite ist blasser rot, die mittleren Steuerfedern haben kein grün.
Beide Geschlechter haben einen runden Kopf mit großen Augen, einen kurzen gelben Schnabel mit breiter Basis und gezähnelten Rändern, der Schnabelwinkel ist durch borstige Federn bedeckt. Die ungefiederten Augenlider sind rot bis orange, die Iris ist dunkelbraun, die Füße sind gelblichbraun mit für Trogone typischer heterodaktyler Anordnung (die erste und zweite Zehe weisen nach hinten). Die Flügel sind kurz, rundlich und konkav an der Unterseite. Der Schwanz ist länger als die Flügel. Das Gefieder ist dicht und löst sich leicht ab. Das Flugbild ist wellenförmig wie bei den Spechten.
Jungvögel sind weibchenartig, aber weniger deutlich gezeichnet, unten bräunlich statt rot, die Flügeldecken erscheinen brauner mit großen gelbbraunweißen Flecken.
Das Weibchen unterscheidet sich von anderem im Gebiet vorkommenden Trogons durch den weißen Postaurikularstreifen („Tränentropfen“).
Das Männchen unterscheidet sich vom Bronzetrogon (Trogon mexicanus) durch die Färbung der Schwanzunterseite (nicht schwarz), ebenso durch die Farbe der Oberseite. Der Jungferntrogon (Trogon collaris) ist auf der Schwanzunterseite kräftig, aber eng schwarz-weiß gebändert.

## Geografische Variation
Es werden folgende Unterarten anerkannt:
Die Unterarten können nach dem Muster an der Unterseite der äußeren Steuerfedern in zwei Gruppen eingeteilt werden:
- Kupfertrogon [ambiguus-Gruppe]
  - T. e. canescens van Rossem, 1934[6] – Südarizona, Nordwestmexiko, resident in San Javier, Sonora, Flügel und Schwanz etwas länger, Unterseite des Männchens heller rot, etwas scharlachfarben, Weibchen blasser und grauer, weniger braun, weniger rot an Flanken
  - T. e. goldmani Nelson, 1898[7] – äußerster Süden der USA und Nordwesten Mexikos, resident auf den Marias-Inseln, Männchen grüner oben, wenig Kupferschimmer, Weibchen und Jungvögel aschgrauer Rücken, hellere rotbraune mittlere Schwanzfedern, Schulter-, Schirmfedern und Flügeldecken grau mit zarten schwarzen Linien
  - T. e. ambiguus Gould, 1835,[8] – äußerster Norden von Texas, resident in Mexiko von Tamaulipas bis Nayarit und Oaxaca, Schwanzoberseite gleichmäßig kupferfarben, Weibchen grauer

Diese drei Unterarten wurden früher zusammengefasst und als eine eigenständige Art "Coppery-tailed Trogon" Trogon ambiguus betrachtet.
- Kupfertrogon (elegans/lubricus)
  - T. e. elegans Gould, 1834, Nominatform – Guatemala (Tal des Río Motagua), bis El Salvador und Honduras
  - T. e. lubricus J. L. Peters, 1945[10] – Honduras, Nicaragua bis Nordwesten Costa Ricas, Außenfahnen der äußeren Steuerfedern mit zahlreicheren und breiteren schwarzen Binden, Weibchen und Jungvögel wärmere Färbung

Diese beiden Unterarten wurden früher als „richtiger“ Trogon elegans bezeichnet.

## Stimme
Der Gesang ist eine komplexe Folge von Tönen in Melodien gruppiert für Balz oder zur Revierabgrenzung.

## Lebensweise
Die Art ist überwiegend ein Standvogel, im Norden des Verbreitungsgebietes ein Teilzieher.
Die Nahrung besteht aus Früchten und Insekten.
Die Brutzeit liegt zwischen April und Juni in Arizona, zwischen Ende März und Juni in Mexiko, zwischen Mai und August in El Salvador, zwischen April und Juli in Costa Rica.
Der Vogel nistet normalerweise in verlassenen Spechthöhlen. Beide Elternvögel teilen sich die Brut- und Fütteraufgaben. Das Gelege besteht aus 3 bis 4 weißen Eiern.

## Gefährdungssituation
Der Bestand gilt als „nicht gefährdet“ (least Concern).